# George M. Bedinger

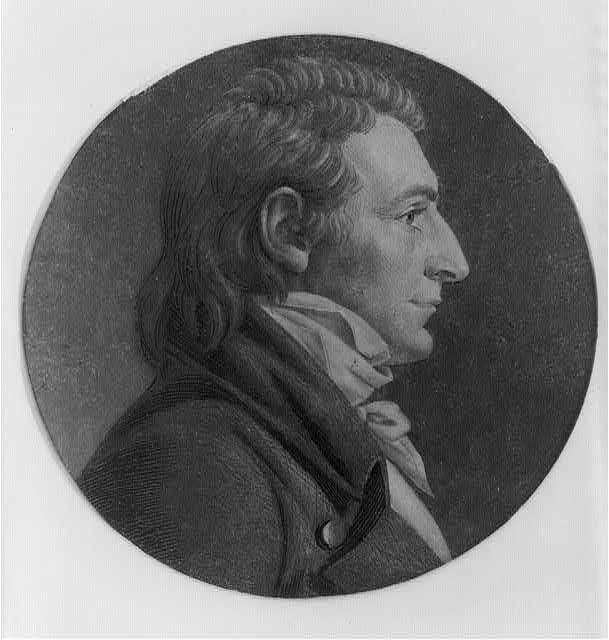
George M. Bedinger

George Michael Bedinger (* 10. Dezember 1756 in Hanover, Province of Pennsylvania; † 7. Dezember 1843 im Nicholas County, Kentucky) war ein US-amerikanischer Politiker. Zwischen 1803 und 1807 vertrat er den Bundesstaat Kentucky im US-Repräsentantenhaus. Er war der Onkel des Kongressabgeordneten Henry Bedinger (1812–1858) aus Virginia.

## Werdegang
George Bedinger kam um das Jahr 1762 nach Virginia. 1779 zog er in das Gebiet des späteren Staates Kentucky, wo er sich in Boonesborough niederließ. Dort wurde er als Farmer tätig. Im Mai 1779 nahm er an einem Indianerfeldzug teil. In den folgenden Jahren bis 1793 war er Major der United States Army. In dieser Eigenschaft nahm er an weiteren Indianerkriegen teil.
Politisch schloss sich Bedinger der von Thomas Jefferson gegründeten Demokratisch-Republikanischen Partei an. Nach der Gründung des Staates Kentucky wurde er im Jahr 1792 in dessen Repräsentantenhaus gewählt. Zwischen 1800 und 1801 saß er im Senat von Kentucky. Bei den Kongresswahlen des Jahres 1802 wurde er im neugeschaffenen sechsten Wahlbezirk von Kentucky in das US-Repräsentantenhaus in Washington, D.C. gewählt, wo er am 4. März 1803 sein neues Mandat antrat. Nach einer Wiederwahl im Jahr 1804 konnte er bis zum 3. März 1807 zwei Legislaturperioden im Kongress absolvieren. In dieser Zeit wurde durch den von Präsident Jefferson getätigten Louisiana Purchase das Staatsgebiet der Vereinigten Staaten beträchtlich erweitert. Im Jahr 1804 wurde der zwölfte Verfassungszusatz ratifiziert.
Im Jahr 1806 verzichtete Bedinger auf eine weitere Kandidatur. Nach seinem Ausscheiden aus dem US-Repräsentantenhaus zog er sich aus der Politik zurück. In den folgenden Jahrzehnten arbeitete er in der Landwirtschaft. George Bedinger starb am 7. Dezember 1843 auf seiner Farm nahe der Ortschaft Blue Licks Springs und wurde dort auch beigesetzt.